# Eosforyt
Eosforyt – rzadki minerał klasy fosforanów. 

## Właściwości
Krystalizuje w układzie rombowym. Wykształca kryształy o pokroju słupkowym, listewkowym i igiełkowym. Występuje w skupieniach wiązkowych, włóknistych, sferycznych, kulistych, promienistych, rzadko masywnych. Spotykany w formie kryształów bliźniaczych. Jest minerałem kruchym, przezroczystym do półprzezroczystego. Posiada białą rysę oraz szklisty połysk. Rozpuszczalny w kwasach. Jest izostrukturalny z childrenitem. 

## Występowanie
Występuje jako minerał wtórny w bogatych w fosfor granitowych pegmatytach oraz w druzach w formie narosłych kryształów. Spotykany także w niektórych żyłach hydrotermalnych. Towarzyszą mu kwarc, albit, topaz, indygolit, muskowit, mikroklin, kwarc różowy, skaleń, fairfieldyt, zanazzit, syderyt oraz apatyt.

## Miejsce występowania
Należy do minerałów rzadkich. Występuje przede wszystkim w Brazylii (Minas Gerais) i w regionie Nowej Anglii w Stanach Zjednoczonych (Maine, New Hampshire, Connecticut). Spotykany także w Argentynie, Namibii, Niemczech, we Francji, Portugalii i Hiszpanii.

## Przypisy

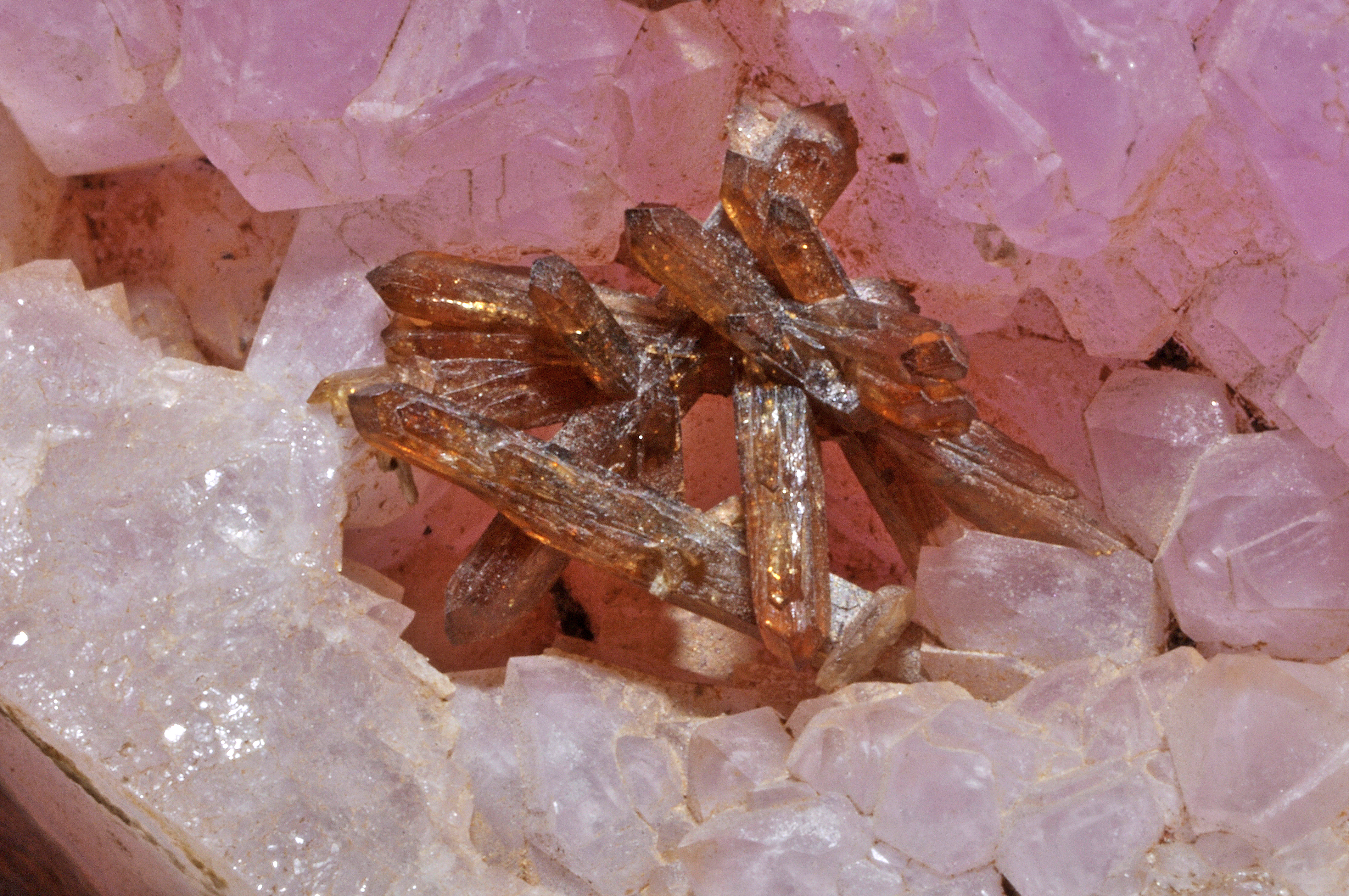
Eosforyt w asocjacji z kwarcem różowym z Brazylii